# گرد کسپیان
گرد کسپیان، روستایی است از توابع بخش لاجان و در شهرستان پیرانشهر استان آذربایجان غربی ایران. 

## جمعیت
این روستا در دهستان لاهیجان شرقی قرار داشته و بر اساس سرشماری سال ۱۳۸۵ جمعیت آن ۶۴۰ نفر (۱۰۰ خانوار)
بوده‌است.